# 乐山市草堂高级中学

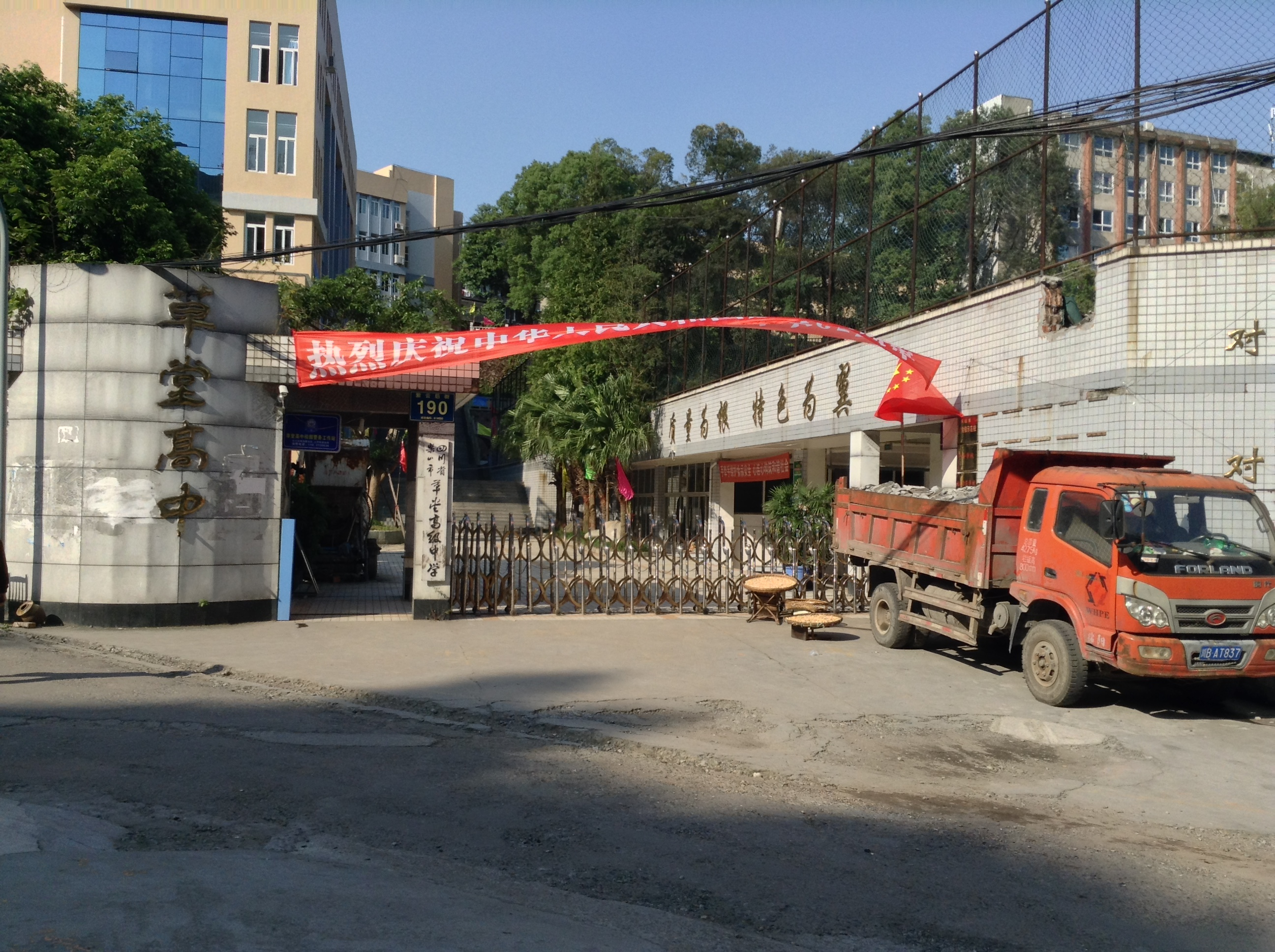
草堂高中

乐山市草堂高级中学，创建于1986年，是四川省示范性普通高中、乐山市教育局直属学校、乐山市首批重点高中。现有34个班，2070位学生，116名教职工，其中有13位教师是研究生，中高级教师占教师的总人数73.3%。

## 参考资料

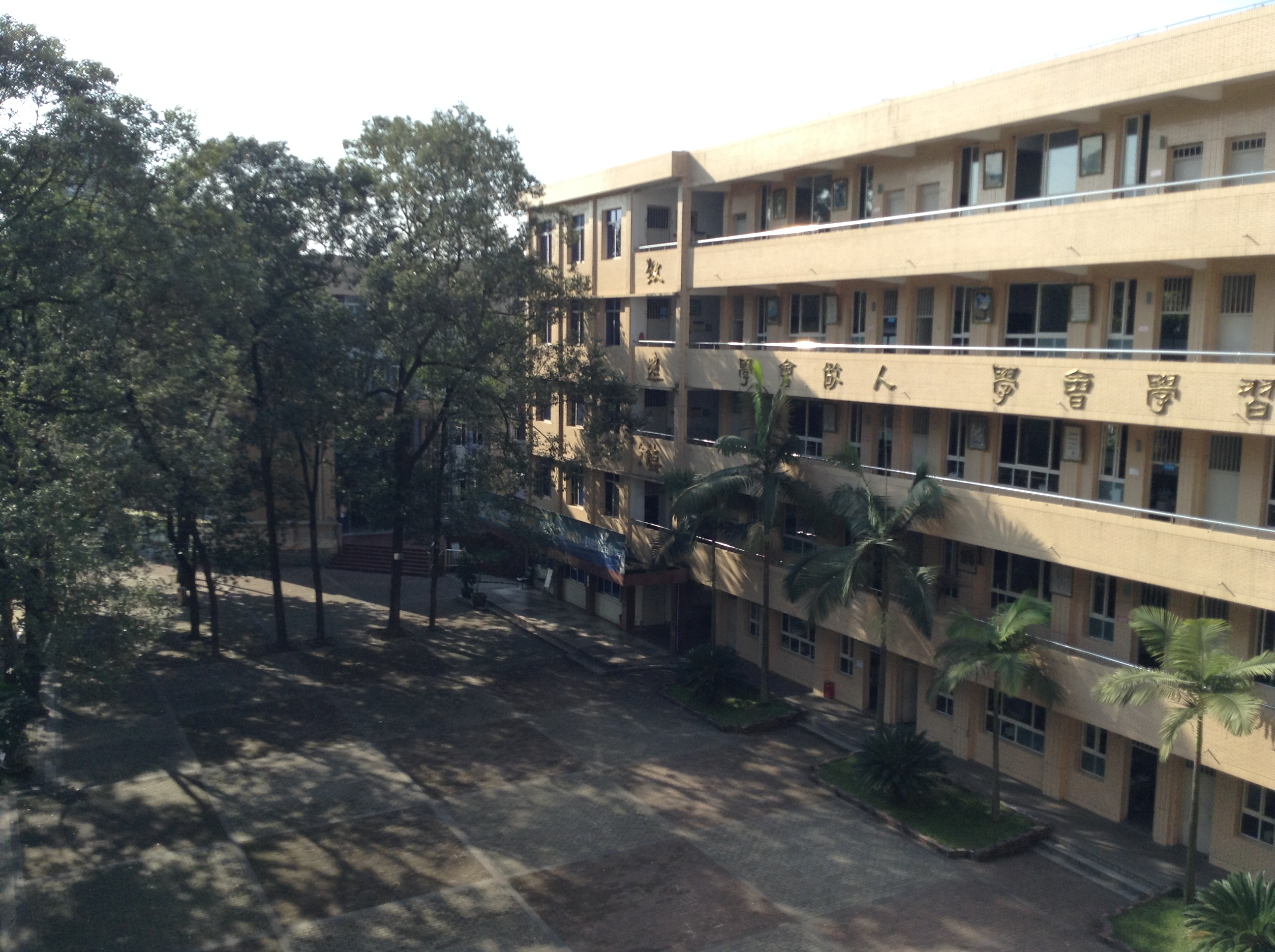
草堂高中上操场